# Nephrotoma flavoscutellata
Nephrotoma flavoscutellata är en tvåvingeart som beskrevs av Edwards 1925. Nephrotoma flavoscutellata ingår i släktet Nephrotoma och familjen storharkrankar. Inga underarter finns listade i Catalogue of Life.